# Simon Petra
Simon Petra (Budapest, 2004. november 12. –) Európa-bajnoki bronzérmes, Magyar kupa-győztes magyar válogatott kézilabdázó, irányító, a Ferencvárosi TC játékosa.

## Pályafutása

### Klubcsapatban
Simon Petra a XVI. kerületi KMSE csapatában kezdett kézilabdázni, majd 2018-től a Ferencvárosi TC utánpótláscsapataiban játszott. A 2019–2020-as szezonban 15 évesen már a felnőtt NBI/B-ben játszó Ferencvárosi U19-es csapatban is többször pályára lépett. A 2021–2022-es szezonban csapata legeredményesebb játékosaként 26 mérkőzésen 185 gólt szerzett a felnőtt másodosztályban. A szezon második felében bemutatkozott az első osztályban is, majd két NB1-es mérkőzéssel a háta mögött a Magyar kupa döntőjében a Győri Audi ETO KC ellen 26–22-re megnyert mérkőzésen három lövésből három gólt ért el. A következő évadot az MTK Budapest csapatánál töltötte kölcsönben, így rendszeres élvonalbeli játéklehetőséghez jutott. Csapata második legeredményesebb góllövőjeként 19 mérkőzésen 80 találatot ért el. 2023-ban visszatért a Ferencvárosba és bemutatkozott a Bajnokok Ligájában is. 2024-ben az Európai Kézilabda-szövetség (EHF) az év legjobb fiatal játékosának választotta.

### A válogatottban
2021 augusztusában az ifjúsági Európa-bajnokságon a német csapat ellen vívott 25–19-re megnyert döntőben négy találatot ért el. 2022 augusztusában az ifjúsági világbajnokságon bronzérmes lett és beválasztották az All-Star csapatba.
2023 júliusában a Romániában rendezett junior Európa-bajnokságon Simon Petra volt a magyar válogatott legeredményesebb játékosa, a dán válogatott elleni döntőben 8 gólt szerezve segítette a válogatottat sorozatban harmadik junior Európa-bajnoki címéhez. A torna All-Star csapatába is bekerült, valamint őt választották a legértékesebb játékosnak is.
2023 októberében a válogatott első számú irányítója, Vámos Petra megbetegedett, helyére Simon Petrát hívta be Golovin Vlagyimir szövetségi kapitány az osztrák válogatott elleni Európa-kupa mérkőzésre.  Az idegenben rendezett találkozót 34–32-re nyerte a magyar csapat, Simon 7 gólt szerzett. Tagja volt a 2024-es párizsi olimpián 6. helyezett magyar csapatnak. Egyik legemlékezetesebb mérkőzése a Brazília elleni csoportmérkőzés volt, ahol a második félidőben öt találatot szerzett, közte az utolsó másodpercekben belőtt gólt, amellyel a magyar válogatott 25–24-re megnyerte a találkozót. A decemberi Európa-bajnokságon a magyar válogatott 12 év után újból bronzérmet szerzett a kontinenstornán, amelynek ő is tagja volt. A kontinenstornán őt választották meg a legjobb fiatal játékosnak.

## Sikerei, díjai
- Ifjúsági Európa-bajnok: 2021
- Ifjúsági világbajnokság: bronzérmes: 2022
- Junior Európa-bajnok: 2023
- Magyar bajnok: 2024
- Magyar kupagyőztes: 2022, 2024, 2025

- Ifjúsági világbajnokság All-Star csapatának tagja: 2022
- Junior Európa-bajnokság All-Star csapatának tagja: 2023
- Junior Európa-bajnokság legértékesebb játékosa: 2023
- Az év magyar női utánpótlás kézilabdázója: 2023,[14] 2024[15]
- Az év európai női utánpótlás kézilabdázója (EHF): 2024[16]
- A 2024-es Európa-bajnokság legjobb fiatal játékosa
- Az év fiatal kézilabdázója (IHF): 2024[17]